# Arianna (opera, Monteverdi)
Arianna (italienska: L'Arianna) är en opera med prolog och åtta scener med musik av Claudio Monteverdi. Libretto av Ottavio Rinuccini. 

## Historia

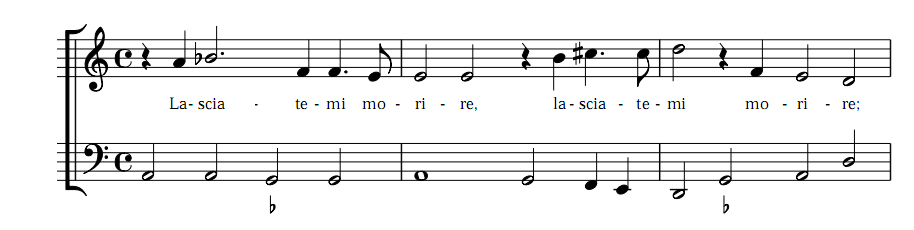
Början av Lamento d'Arianna.

Operan uruppfördes i Mantua den 28 maj 1608. 
Musiken finns inte bevarad med undantag för arian Klagan (Lamento d'Arianna). Den blev oerhört populär över hela Italien och förebild för en hel genre under 1600-talet.
Händel har skrivit en opera med samma namn.